# Desa Darungan (administrativ by i Indonesien, lat -8,08, long 113,54)
Desa Darungan är en administrativ by i Indonesien.   Den ligger i provinsen Jawa Timur, i den västra delen av landet, 800 km öster om huvudstaden Jakarta.